# Valneva-Covid19-vakcina
A Valneva-Covid19-vakcina, vagy ahogy francia és német nyelvterületen röviden nevezik, VLA2001 (Original Wuhan variant based), egy Covid19-vakcina, amelyet a francia Valneva SE biotechnológiai vállalat fejlesztett ki az amerikai Dynavax Technologies biofarmáciai céggel együttműködésben. A világon elsőként az Egyesült Királyság Medicines and Healthcare products Regulatory Agency (MHRA) hatósága hagyta jóvá a vakcinát 18-50 év közötti felnőttek részére, 2022. április 14-én. Két hónappal később az Európai Bizottság is engedélyezte az EU-ban a VLA2001-et, mint az első SARS-CoV-2 elleni teljes vírusvakcinát elsődleges oltásként.

## Technológia
Egy teljesen inaktivált vírusvakcináról van szó, amelyet Vero-sejtvonalon tenyészetben szaporítottak ki, és béta-propiolaktonnal inaktiváltak. Két adjuvánst is tartalmaz, ezek a timsó és a CpG 1018. Ugyanazon a gyártási technológián alapul, mint a Valneva japán agyvelőgyulladás elleni védőoltása, az Ixiaro-vakcina.

## Klinikai vizsgálatok
A VLA2001 az I/II. fázisú vizsgálatokat 153 résztvevővel hajtotta végre az Egyesült Királyságban. A vizsgálatokat az Egyesült Királyság National Institute for Health Research intézete és négy brit egyetem támogatta.
2021. április 21-én a VLA2001 megkezdte a III. fázisú vizsgálatokat mintegy 4000 önkéntes bevonásával. 2021 augusztusában Új-Zélandot választották ki 300 felnőtt önkéntes bevonásával történő kipróbálásra, az alacsony esetszám és a vakcina lassú elterjedése miatt. 2021 októberében jelentették be a III. fázisú vizsgálatok pozitív eredményeit.

## Alkalmazás

### Egyesült Királyság
2022 áprilisában a Valneva-Covid19-vakcináját, a VLA2001-et az Egyesült Királyság MHRA hatósága engedélyezte. 2022-ben a vakcina elérhetőségét korlátozta, hogy az Egyesült Királyság kormánya felbontotta az oltóanyag szállítására kötött szerződését.

### Egyesült Arab Emírségek
2022 májusában a Valneva SE biotechnológiai vállalat bejelentette, hogy a VLA2001 vakcina sürgősségi felhasználási engedélyt kapott az Egyesült Arab Emírségek illetékes hatóságától.

### Európai Unió
2022 májusában a European Medicines Agency (EMA) befogadta a Valneva által a VLA2001-re benyújtott forgalomba hozatal iránti kérelmet. 2022 májusában a Valneva értesítést kapott a VLA2001 uniós szállítására vonatkozó megállapodás visszavonásáról.
Végül 2022. június 23-án az EMA bejelentette, hogy javasolja az Európai Bizottságnak az (inaktivált, adjuvált) Valneva-Covid19-vakcina engedélyezését, elsősorban a 18 és 50 év közötti korosztály oltására. (Az EB jóváhagyás ezt követően csak formális rutin.)

## Vakcinaforgalmazás
2020 szeptemberében a Valneva megállapodott a Dynavax Technologies biofarmáciai céggel, hogy 2021-ben a skóciai Livingstonban található létesítményében legfeljebb 100 millió adag vakcinát állít elő, és 5 év alatt összesen 190 millió adagot biztosít az Egyesült Királyság kormánya számára. A kormányzati támogatásnak köszönhetően a Valneva a hagyományosan lassabb, kisebb pénzügyi kockázatot jelentő, szekvenciális megközelítés helyett azonnal megkezdte a III. fázisú vizsgálatokat, és a gyártási kapacitást még az I/II. fázisú vizsgálatok teljes kiértékelése előtt elkezdte fejleszteni.
2021 szeptemberében a Valneva bejelentette, hogy az Egyesült Királyság kormánya lemondta a vakcina megrendelését. A lemondás okát hivatalosan nem közölték, de valószínűsíthetően a Brexit miatti építőanyagbeszerzési nehézségek voltak az okok, nem pedig a vakcina minősége.
2021. november 10-én az Európai Bizottság jóváhagyta a Valnevával kötött szerződést, amely lehetőséget biztosít közel 27 millió adag vakcina beszerzésére 2022-ben. Ez magában foglalta a vakcina majdani esetleges új vírusváltozatokhoz való hozzáigazításának lehetőségét csakúgy, mint további 33 millió vakcinaadag megrendelését 2023-ra. 2022 májusában az Európai Bizottság bejelentette, hogy a VLA2001 engedélyezésének késedelme miatt valószínűsíthetően felbonthatja a Valnevával kötött szerződést, de akkor végleges döntés még nem született.
2022-ben az Európai Bizottság bejelentése után néhány nappal az Európai Gyógyszerügynökség elfogadta a Valneva forgalomba hozatali engedély iránti kérelmét, ami a hivatalos engedélyezési folyamat kezdetét jelentette.
Az EMA 2022. június 23-i bejelentésével történt meg a Valneva-Covid19-vakcina gyakorlati engedélyezése az Európai Unión belül. Az EU gyógyszerfelügyeleti hatósága az oltóanyagot elsősorban a 18 és 50 év közötti korosztály oltására javasolta.

## Külső linkek
- NCT04671017 Dose Finding Study to Evaluate The Safety, Tolerability and Immunogenicity of an Inactiviated, Adjuvanted SARS-CoV-2 Virus Vaccine Candidate Against Covid-19 in Healthy Subjects
- NCT04864561 Study To Compare The Immunogenicity Against COVID-19, Of VLA2001 Vaccine To AZD1222 Vaccine (COV-COMPARE)
- NCT04956224 Safety and Immunogenicity of VLA2001 Adults Aged ≥56 Years

## Fordítás
Ez a szócikk részben vagy egészben  a   Valneva COVID-19 vaccine című angol Wikipédia-szócikk ezen változatának fordításán alapul.  Az eredeti cikk szerkesztőit annak laptörténete sorolja fel. Ez a jelzés csupán a megfogalmazás eredetét és a szerzői jogokat jelzi, nem szolgál a cikkben szereplő információk forrásmegjelöléseként.